# Üresjárati szabályozószelep
Az üresjárati szabályzószelep, más néven üresjárati fordulatszám-szabályzó egy megkerülő levegőszelep, amely zárt fojtószelepállás mellett képes a légtömegáram vezérlésére. Az üresjárati fordulatszám-szabályozó zárt öntvényházból és peremes csatlakozású mágneses szervoegységből áll, amelyre fúvókaegységet rögzítenek. A fúvókaegység a szervóegység mozgásával eltérő levegő-keresztmetszeteket szabadít fel, és így képes a fojtószeleppel együttműködve a tömegáram szabályozására.

## Az üresjárati szabályozószelep működési elve
Az üresjárati fordulatszám-szabályozó, mint ahogyan a neve is mutatja, a motorirányító rendszeren belül, a motorfordulatszám szabályozásáért felelős alapjáraton. Ha alapjáratban megváltozik a motor terheltségi állapota, akkor többletlevegőre és üzemanyagra van szükség ahhoz, hogy megakadályozzuk a motor leállását.
Pluszterhelést jelenthet például a klímaberendezés vagy egy további villamos fogyasztó bekapcsolása. Az alapterhelés a vezérlőegység tárolójában egy állandóként elmentett kritikus értékként van jelen. A motor fordulatszámának a kritikus érték alá csökkenése aktiválja az üresjárati szabályzószelep mágnesszelepét, amely fokozza a légáramlást. Ezzel egy időben a motor igényeihez folyamatosan igazodva meghosszabbodik az üzemanyag-befecskendező szelepek nyitási időtartama is, amíg a motorteljesítmény helyre nem áll a kritikus értékhez képest.

## Az üresjárati szabályozószelep meghibásodásai
A szabályozószelep meghibásodására utal a túl magas alapjárati fordulatszám, a motorellenőrző lámpa kigyulladása, vagy ha a motor alapjáraton leáll, illetve ha a motor alapjáraton plusz fogyasztó bekapcsolása esetén áll le. Az alapjárati fordulatszám-szabályzó működéskiesését okozza az erős szennyeződés vagy gyantásodás, a tekercs zárlatai, az elektromos mágnesszelep beragadása, illetve ha a vezérlőegység nem biztosítja a megfelelő feszültségellátást.

## Javítás
A peremestömítés cseréje bizonyos esetekben megoldást nyújt, ilyenkor a rögzítőcsavarok meghúzási nyomatéka 12-15 Nm. Biztos megoldást az üresjárati szabályozószelep cseréje hoz.